# NF (Rapper)/Diskografie
Diese Diskografie ist eine Übersicht über die musikalischen Werke des US-amerikanischen Rappers und Songwriters NF. Den Schallplattenauszeichnungen zufolge hat er bisher mehr als 59,9 Millionen Tonträger verkauft, davon alleine in ihrer Heimat über 49,5 Millionen. Seine erfolgreichste Veröffentlichung ist die Single Let You Down mit über 12,5 Millionen verkauften Einheiten.

## Alben

### Studioalben
| Jahr | Titel Musiklabel                                 | Höchstplatzierung, Gesamtwochen, AuszeichnungChartplatzierungen (Jahr, Titel, Musiklabel, Platzierungen, Wochen, Auszeichnungen, Anmerkungen) | Höchstplatzierung, Gesamtwochen, AuszeichnungChartplatzierungen (Jahr, Titel, Musiklabel, Platzierungen, Wochen, Auszeichnungen, Anmerkungen) | Höchstplatzierung, Gesamtwochen, AuszeichnungChartplatzierungen (Jahr, Titel, Musiklabel, Platzierungen, Wochen, Auszeichnungen, Anmerkungen) | Höchstplatzierung, Gesamtwochen, AuszeichnungChartplatzierungen (Jahr, Titel, Musiklabel, Platzierungen, Wochen, Auszeichnungen, Anmerkungen) | Höchstplatzierung, Gesamtwochen, AuszeichnungChartplatzierungen (Jahr, Titel, Musiklabel, Platzierungen, Wochen, Auszeichnungen, Anmerkungen) | Anmerkungen                                                 |
| Jahr | Titel Musiklabel                                 | DE | AT | CH | UK | US | Anmerkungen                                                 |
| ---- | ------------------------------------------------ | --- | --- | --- | --- | --- | ----------------------------------------------------------- |
| 2015 | Mansion Capitol Records (UMG)                    | — | — | — | — | US62 Gold · (1 Wo.)US | Erstveröffentlichung: 31. März 2015 Verkäufe: + 540.000     |
| 2016 | Therapy Session Capitol Records (UMG)            | — | — | — | UK— SilberUK | US12 Platin · (10 Wo.)US | Erstveröffentlichung: 22. April 2016 Verkäufe: + 1.100.000  |
| 2017 | Perception NF Real Music / Capitol Records (UMG) | — | — | — | UK— GoldUK | US1 ×2Doppelplatin · (175 Wo.)US | Erstveröffentlichung: 6. Oktober 2017 Verkäufe: + 2.435.000 |
| 2019 | The Search NF Real Music (UMG)                   | DE26 (4 Wo.)DE | AT15 (10 Wo.)AT | CH9 (9 Wo.)CH | UK7 Gold · (12 Wo.)UK | US1 Platin · (114 Wo.)US | Erstveröffentlichung: 26. Juli 2019 Verkäufe: + 1.260.000   |
| 2023 | Hope NF Real Music (UMG)                         | DE6 (6 Wo.)DE | AT3 (9 Wo.)AT | CH1 (8 Wo.)CH | UK2 Silber · (4 Wo.)UK | US2 Gold · (19 Wo.)US | Erstveröffentlichung: 7. April 2023 Verkäufe: + 560.000     |

### Mixtapes
| Jahr | Titel Musiklabel                         | Höchstplatzierung, Gesamtwochen, AuszeichnungChartplatzierungen (Jahr, Titel, Musiklabel, Platzierungen, Wochen, Auszeichnungen, Anmerkungen) | Höchstplatzierung, Gesamtwochen, AuszeichnungChartplatzierungen (Jahr, Titel, Musiklabel, Platzierungen, Wochen, Auszeichnungen, Anmerkungen) | Höchstplatzierung, Gesamtwochen, AuszeichnungChartplatzierungen (Jahr, Titel, Musiklabel, Platzierungen, Wochen, Auszeichnungen, Anmerkungen) | Höchstplatzierung, Gesamtwochen, AuszeichnungChartplatzierungen (Jahr, Titel, Musiklabel, Platzierungen, Wochen, Auszeichnungen, Anmerkungen) | Höchstplatzierung, Gesamtwochen, AuszeichnungChartplatzierungen (Jahr, Titel, Musiklabel, Platzierungen, Wochen, Auszeichnungen, Anmerkungen) | Anmerkungen                                                   |
| Jahr | Titel Musiklabel                         | DE | AT | CH | UK | US | Anmerkungen                                                   |
| ---- | ---------------------------------------- | --- | --- | --- | --- | --- | ------------------------------------------------------------- |
| 2010 | Moments                                  | — | — | — | — | — | Erstveröffentlichung: 29. November 2010 als Nathan Feuerstein |
| 2021 | Clouds (The Mixtape) NF Real Music (UMG) | DE20 (3 Wo.)DE | AT13 (3 Wo.)AT | CH18 (4 Wo.)CH | UK12 (2 Wo.)UK | US3 Gold · (11 Wo.)US | Erstveröffentlichung: 26. März 2021 Verkäufe: + 540.000       |

### EPs
| Jahr | Titel Musiklabel         | Anmerkungen                          |
| ---- | ------------------------ | ------------------------------------ |
| 2012 | I’m Free XIST Music      | Erstveröffentlichung: 1. Mai 2012    |
| 2014 | NF Capitol Records (UMG) | Erstveröffentlichung: 5. August 2014 |

## Singles

### Als Leadmusiker
| Jahr | Titel Album                       | Höchstplatzierung, Gesamtwochen, AuszeichnungChartplatzierungen (Jahr, Titel, Album, Platzierungen, Wochen, Auszeichnungen, Anmerkungen) | Höchstplatzierung, Gesamtwochen, AuszeichnungChartplatzierungen (Jahr, Titel, Album, Platzierungen, Wochen, Auszeichnungen, Anmerkungen) | Höchstplatzierung, Gesamtwochen, AuszeichnungChartplatzierungen (Jahr, Titel, Album, Platzierungen, Wochen, Auszeichnungen, Anmerkungen) | Höchstplatzierung, Gesamtwochen, AuszeichnungChartplatzierungen (Jahr, Titel, Album, Platzierungen, Wochen, Auszeichnungen, Anmerkungen) | Höchstplatzierung, Gesamtwochen, AuszeichnungChartplatzierungen (Jahr, Titel, Album, Platzierungen, Wochen, Auszeichnungen, Anmerkungen) | Anmerkungen                                                                               |
| Jahr | Titel Album                       | DE | AT | CH | UK | US | Anmerkungen                                                                               |
| --- | --------------------------------- | --- | --- | --- | --- | --- | ----------------------------------------------------------------------------------------- |
| 2011 | Alone –                           | — | — | — | — | — | Erstveröffentlichung: 2. August 2011 mit Tommee Profitt & Brooke Griffith                 |
| 2013 | Beautiful Addiction –             | — | — | — | — | — | Erstveröffentlichung: 4. November 2013 mit Brady Schmitz, Tommee Profitt & Danielle Swift |
| 2014 | All I Have Mansion • NF           | — | — | — | — | US— GoldUS | Erstveröffentlichung: 21. Juli 2014 Verkäufe: + 500.000                                   |
| 2014 | Intro Mansion                     | — | — | — | — | — | Erstveröffentlichung: 17. März 2015                                                       |
| 2014 | Wait Mansion                      | — | — | — | — | — | Erstveröffentlichung: 23. März 2015                                                       |
| 2016 | Intro 2 Therapy Session           | — | — | — | — | — | Erstveröffentlichung: 25. März 2016                                                       |
| 2016 | I Just Wanna Know Therapy Session | — | — | — | — | — | Erstveröffentlichung: 7. April 2016                                                       |
| 2016 | Warm Up –                         | — | — | — | — | US— GoldUS | Erstveröffentlichung: 7. Oktober 2016 Verkäufe: + 500.000                                 |
| 2017 | Outro Perception                  | — | — | — | — | — | Erstveröffentlichung: 2. August 2017                                                      |
| 2017 | Green Lights Perception           | — | — | — | — | US— PlatinUS | Erstveröffentlichung: 18. August 2017 Verkäufe: + 1.040.000                               |
| 2017 | Let You Down Perception           | DE9 Platin · (25 Wo.)DE | AT11 (24 Wo.)AT | CH16 (31 Wo.)CH | UK6 ×3Dreifachplatin · (26 Wo.)UK | US12 ×8Achtfachplatin · (28 Wo.)US | Erstveröffentlichung: 14. September 2017 Verkäufe: + 12.550.000                           |
| 2018 | No Name –                         | — | — | — | — | US82 Gold · (1 Wo.)US | Erstveröffentlichung: 19. Januar 2018 Verkäufe: + 500.000                                 |
| 2018 | Lie Perception                    | — | — | — | UK— GoldUK | US48 ×3Dreifachplatin · (20 Wo.)US | Erstveröffentlichung: 17. April 2018 Verkäufe: + 3.830.000                                |
| 2018 | Why The Search                    | — | — | — | — | US— PlatinUS | Erstveröffentlichung: 18. Juni 2018 Verkäufe: + 1.080.000                                 |
| 2019 | The Search                        | — | — | — | UK88 Gold · (1 Wo.)UK | US70 ×2Doppelplatin · (2 Wo.)US | Erstveröffentlichung: 30. Mai 2019 Verkäufe: + 3.065.000                                  |
| 2019 | When I Grow Up The Search         | — | — | — | UK98 Silber · (1 Wo.)UK | US78 ×2Doppelplatin · (1 Wo.)US | Erstveröffentlichung: 27. Juni 2019 Verkäufe: + 2.375.000                                 |
| 2019 | Time The Search                   | — | — | — | UK76 Silber · (3 Wo.)UK | US41 ×2Doppelplatin · (20 Wo.)US | Erstveröffentlichung: 12. Juli 2019 Verkäufe: + 2.520.000                                 |
| 2019 | Paid My Dues Clouds (The Mixtape) | — | — | — | — | US— GoldUS | Erstveröffentlichung: 3. Dezember 2019 Verkäufe: + 500.000                                |
| 2021 | Clouds Clouds (The Mixtape)       | DE— aDE | — | — | UK56 (1 Wo.)UK | US53 Platin · (1 Wo.)US | Erstveröffentlichung: 19. Februar 2021 Verkäufe: + 1.000.000                              |
| 2021 | Lost Clouds (The Mixtape)         | — | — | — | UK88 (1 Wo.)UK | US— GoldUS | Erstveröffentlichung: 12. März 2021 Verkäufe: + 500.000; feat. Hopsin                     |
| 2023 | Hope                              | DE73 (1 Wo.)DE | AT42 (1 Wo.)AT | CH54 (1 Wo.)CH | UK48 (2 Wo.)UK | US49 Gold · (2 Wo.)US | Erstveröffentlichung: 17. Februar 2023 Verkäufe: + 540.000                                |
| 2023 | Motto Hope                        | DE— bDE | AT67 (1 Wo.)AT | — | UK73 (1 Wo.)UK | — | Erstveröffentlichung: 10. März 2023                                                       |
| 2023 | Happy Hope                        | DE89 (1 Wo.)DE | AT34 (1 Wo.)AT | CH60 (1 Wo.)CH | UK51 (2 Wo.)UK | US54 Gold · (6 Wo.)US | Erstveröffentlichung: 7. April 2023 Verkäufe: + 500.000                                   |
| Folgende Lieder erschienen nicht als Single, wurden aber durch das Album zum Download und Streaming bereitgestellt und konnten somit eine Platzierung erlangen: |                                   | | | | | |                                                                                           |
| |                                   | | | | | |                                                                                           |
| 2019 | Leave Me Alone The Search         | — | — | — | — | US85 Platin · (1 Wo.)US | Charteinstieg: 10. August 2019 Verkäufe: + 1.080.000                                      |
| 2023 | Careful Hope                      | — | — | — | — | US85 (1 Wo.)US | Charteinstieg: 22. April 2023 feat. Cordae                                                |

### Als Gastmusiker
| Jahr | Titel Album        | Anmerkungen                                             |
| ---- | ------------------ | ------------------------------------------------------- |
| 2017 | Epiphany Blessings | Erstveröffentlichung: 24. März 2017 Futuristic feat. NF |

## Statistik

### Chartauswertung
|                     | DE    | AT    | CH    | UK    | US    |
| ------------------- | ----- | ----- | ----- | ----- | ----- |
| Nummer-eins-Alben   | DE—DE | AT—AT | CH1CH | UK—UK | US2US |
| Top-10-Alben        | DE1DE | AT1AT | CH2CH | UK2UK | US4US |
| Alben in den Charts | DE3DE | AT3AT | CH3CH | UK3UK | US6US |

|                       | DE    | AT    | CH    | UK    | US     |
| --------------------- | ----- | ----- | ----- | ----- | ------ |
| Nummer-eins-Singles   | DE—DE | AT—AT | CH—CH | UK—UK | US—US  |
| Top-10-Singles        | DE1DE | AT—AT | CH—CH | UK1UK | US—US  |
| Singles in den Charts | DE3DE | AT4AT | CH3CH | UK9UK | US11US |

### Auszeichnungen für Musikverkäufe
| Land/RegionAuszeichnungen für Musikverkäufe (Land/Region, Auszeichnungen, Verkäufe, Quellen) | Silber     | Gold       | Platin         | Verkäufe   | Quellen              |
| -------------------------------------------------------------------------------------------- | ---------- | ---------- | -------------- | ---------- | -------------------- |
| Australien (ARIA)                                                                            | —          | 2× Gold2   | 18× Platin18   | 1.330.000  | aria.com.au          |
| Belgien (BRMA)                                                                               | —          | Gold1      | —              | 15.000     | ultratop.be          |
| Brasilien (PMB)                                                                              | —          | 3× Gold3   | 2× Platin2     | 140.000    | pro-musicabr.org.br  |
| Dänemark (IFPI)                                                                              | —          | 3× Gold3   | 5× Platin5     | 365.000    | ifpi.dk              |
| Deutschland (BVMI)                                                                           | —          | —          | Platin1        | 400.000    | musikindustrie.de    |
| Frankreich (SNEP)                                                                            | —          | Gold1      | Platin1        | 300.000    | snepmusique.com      |
| Italien (FIMI)                                                                               | —          | Gold1      | Platin1        | 100.000    | fimi.it              |
| Kanada (MC)                                                                                  | —          | 24× Gold24 | 28× Platin28   | 3.200.000  | musiccanada.com      |
| Mexiko (AMPROFON)                                                                            | —          | Gold1      | —              | 30.000     | amprofon.com.mx      |
| Neuseeland (RMNZ)                                                                            | —          | —          | 8× Platin8     | 195.000    | radioscope.co.nz NZ2 |
| Polen (ZPAV)                                                                                 | —          | 4× Gold4   | 2× Platin2     | 170.000    | olis.pl              |
| Portugal (AFP)                                                                               | —          | 3× Gold3   | —              | 15.000     | Einzelnachweise      |
| Schweden (IFPI)                                                                              | —          | Gold1      | 6× Platin6     | 395.000    | sverigetopplistan.se |
| Spanien (Promusicae)                                                                         | —          | Gold1      | —              | 30.000     | elportaldemusica.es  |
| Vereinigte Staaten (RIAA)                                                                    | —          | 29× Gold29 | 35× Platin35   | 49.500.000 | riaa.com             |
| Vereinigtes Königreich (BPI)                                                                 | 6× Silber6 | 4× Gold4   | 3× Platin3     | 3.720.000  | bpi.co.uk            |
| Insgesamt                                                                                    | 6× Silber6 | 78× Gold78 | 110× Platin110 |            |                      |